# 中国四大高原
中国四大高原指中国境内的四个大型高原，分别是：
- 青藏高原
- 内蒙古高原
- 黄土高原
- 云贵高原

四大高原均位于中国中西部地区。